# チディ・イモー
チディ・イモー（Chukwudi "Chidi" Imoh、1963年8月27日 ‐ ）は、ナイジェリアの元陸上競技選手。専門は短距離走。100mの自己ベストは元アフリカ記録の10秒00。1992年バルセロナオリンピック男子4×100mリレーの銀メダリストである。

## 経歴
1985年8-9月に神戸で開催されたユニバーシアード男子100m決勝を10秒22で制して連覇を達成。この種目では1961年ソフィア大会と1963年ポルト・アレグレ大会を制したエンリケ・フィゲロラ以来、史上2人目の連覇達成者となった。
1985年9月にキャンベラで開催されたワールドカップにアフリカ代表として出場すると、男子100mで10秒11（-0.4）のアフリカ記録（当時）を樹立し、ベン・ジョンソン（10秒00）に次いで2位に入った。
1991年3月のセビリア世界室内選手権男子60m決勝で6秒60をマークし、アンドレ・ケーソン（6秒54）、リンフォード・クリスティ（6秒55）に次いで銅メダルを獲得した。60mでは男女通じてナイジェリア勢初のメダル獲得であり、その他の種目を含めると、1987年インディアナポリス大会の走幅跳びで銀メダルを獲得したPaul Emordi以来、ナイジェリア勢史上2人目のメダル獲得となった。
1992年8月にバルセロナオリンピックに出場すると、2走（Oluyemi Kayode、イモー、オラパデ・アデニケン、デビッドソン・エジンワ）を務めた男子4×100mリレー決勝で37秒98をマークしての2位に貢献。この種目ではナイジェリア勢初のメダルとなる銀メダルを獲得した。

## 自己ベスト
記録欄の（　）内の数字は風速（m/s）で、+は追い風を意味する。
| 種目 | 記録           | 年月日        | 場所     | 備考                    |
| 屋外 | 屋外           | 屋外          | 屋外     | 屋外                    |
| ---- | -------------- | ------------- | -------- | ----------------------- |
| 100m | 10秒00 (+1.0)  | 1986年8月15日 | ベルリン | 元アフリカ記録          |
| 100m | 9秒92wA (+4.4) | 1987年8月8日  | ナイロビ | 追い風参考記録 高地記録 |
| 200m | 20秒31 (+0.2)  | 1988年8月23日 | ベルン   |                         |
| 室内 |                |               |          |                         |
| 60m  | 6秒52          | 1990年3月7日  | ピレウス |                         |

## 主要大会成績
| 年   | 大会                      | 場所               | 種目    | 結果          | 記録          | 備考                        |
| ---- | ------------------------- | ------------------ | ------- | ------------- | ------------- | --------------------------- |
| 1983 | ユニバーシアード (en)     | エドモントン       | 100m    | 優勝          | 10秒33        |                             |
| 1983 | 世界選手権                | ヘルシンキ         | 100m    | 2次予選3組5着 | 10秒45 (-1.1) |                             |
| 1983 | 世界選手権                | ヘルシンキ         | 4x100mR | 準決勝1組5着  | 39秒44 (4走)  |                             |
| 1984 | アフリカ選手権 (en)       | ラバト             | 100m    | 優勝          | 10秒40        |                             |
| 1984 | オリンピック              | ロサンゼルス       | 100m    | 2次予選5組5着 | 10秒42        |                             |
| 1984 | オリンピック              | ロサンゼルス       | 4x100mR | 準決勝2組5着  | 38秒98 (4走)  |                             |
| 1985 | アフリカ選手権 (en)       | カイロ             | 100m    | 優勝          | 10秒22        |                             |
| 1985 | アフリカ選手権 (en)       | カイロ             | 4x100mR | 優勝          | 39秒28 (4走)  |                             |
| 1985 | ユニバーシアード (en)     | 神戸               | 100m    | 優勝          | 10秒22        |                             |
| 1985 | ワールドカップ (en)       | キャンベラ         | 100m    | 2位           | 10秒11 (-0.4) | アフリカ記録 アフリカ代表   |
| 1985 | ワールドカップ (en)       | キャンベラ         | 4x100mR | 7位           | 39秒55 (4走)  | アフリカ代表 (ナイジェリア) |
| 1986 | グッドウィルゲームズ (en) | モスクワ           | 100m    | 2位           | 10秒04        |                             |
| 1987 | 世界室内選手権            | インディアナポリス | 60m     | 予選棄権      | DNS           |                             |
| 1987 | アフリカ競技大会 (en)     | ナイロビ           | 100m    | 優勝          | 10秒10        |                             |
| 1987 | 世界選手権                | ローマ             | 100m    | 準決勝2組6着  | 10秒29 (-1.3) |                             |
| 1987 | 世界選手権                | ローマ             | 4x100mR | 予選棄権      | DNS (4走)     |                             |
| 1988 | オリンピック              | ソウル             | 100m    | 2次予選2組8着 | 11秒44        |                             |
| 1989 | ワールドカップ (en)       | バルセロナ         | 4x100mR | 4位           | 38秒81 (2走)  | アフリカ代表 (混成)         |
| 1991 | 世界室内選手権            | セビリア           | 60m     | 3位           | 6秒60         |                             |
| 1991 | 世界選手権                | 東京               | 100m    | 2次予選2組8着 | 10秒46 (+4.3) |                             |
| 1992 | オリンピック              | バルセロナ         | 100m    | 準決勝1組5着  | 10秒30        |                             |
| 1992 | オリンピック              | バルセロナ         | 4x100mR | 2位           | 37秒98 (2走)  |                             |